# فيضة الظبي
فيضة الظبي هي منطقة عراقية، وفيضة بقضاء السلمان بمحافظة المثنى، بالبادية العراقية جنوب العراق، مساحتها 5 آلاف كيلومتر مربع.